# كتلة التغيير والإصلاح
قائمة «التغيير والإصلاح» هو اسم القائمة التي تمثل حركة المقاومة الإسلامية (حماس) في انتخابات المجلس التشريعي الفلسطيني الثانية عام 2006م.

## البرنامج السياسي

### الثوابت
1- الإسلام الحنيف ومنجزاته الحضارية مرجعيتنا ونهج حياتنا بكل مكوناتها السياسية والاقتصادية والاجتماعية والقانونية.
2- فلسطين التاريخية جزء من الأرض العربية والإسلامية وهي حق للشعب الفلسطيني لا يزول بالتقادم، ولا يغير من ذلك أي إجراءات عسكرية أو قانونية مزعومة.
3- الشعب الفلسطيني وحدة واحدة في كافة أماكن وجوده، وهو جزء لا يتجزأ من الأمة العربية والإسلامية، (إِنَّ هَذِهِ أُمَّتُكُمْ أُمَّةً وَاحِدَةً وَأَنَا رَبُّكُمْ فَاعْبُدُونِ) (الأنبياء 92).
4- شعبنا الفلسطيني مازال يعيش مرحلة التحرر الوطني، وله الحق في العمل لاسترداد حقوقه وإنهاء الاحتلال باستخدام كافة الوسائل بما في ذلك المقاومة المسلحة. وعلينا تسخير كل طاقاتنا لدعم صمود شعبنا، وتوفير كافة الإمكانات لإنجاز مهمة التحرر من الاحتلال.
5- حق العودة لكافة أبناء الشعب الفلسطيني إلى أراضيهم وممتلكاتهم، وحق تقرير المصير، وكل حقوقنا الوطنية، تعد حقوقا غير قابلة للتصرف، وهي ثابتة لا ينتقص منها أية تنازلات سياسية.
6- المقاومة بكافة أشكالها حق طبيعي للشعب الفلسطيني لإنهاء الاحتلال وإقامة الدولة الفلسطينية وعاصمتها القدس.
7- تعميق أواصر الوحدة الوطنية، واعتماد لغة الحوار والاحتكام للعقل لحل الخلافات الداخلية وتحريم الاقتتال وكل أشكال استخدام القوة أو التهديد باستخدامها في الإطار الداخلي.
8- الحريات السياسية، والتعددية، والاحتكام إلى صناديق الاقتراع والتداول السلمي للسلطة تعد الإطار الناظم للعمل السياسي الفلسطيني، وضمانة الإصلاح ومحاربة الفساد، وبناء مجتمع مدني فلسطيني متقدم.
9- إن قضية الأسرى والمعتقلين هي من أولويات العمل الفلسطيني وهي جزء من السيادة الوطنية.. وستبذل الحركة أقصى الجهود من أجل تأمين الإفراج عنهم وتحريرهم.

### في السياسة الداخلية
1- المحافظة على الثوابت الوطنية الفلسطينية، ومقاومة التفريط بها أو التنازل عنها (إنهاء الاحتلال، إقامة الدولة كاملة السيادة وعاصمتها القدس، حق عودة اللاجئين والنازحين، الإفراج عن الأسرى والمعتقلين..).
2- العمل على تحقيق الوحدة الوطنية على قاعدة الشراكة والتعددية السياسية والتداول السلمي للسلطة عبر صناديق الاقتراع.
3- تكريس احترام الحريات العامة ( حرية التعبير عن الرأي، والإعلام، والتجمع، والتنقل، والعمل..).
4- الدم الفلسطيني من المحرمات في المجتمع الفلسطيني، والحوار فقط هو المنهج المقبول لحل الخلافات الفلسطينية الداخلية.
5- تحريم الاعتقال السياسي ورفض مصادرة الرأي.
6- حماية مؤسسات المجتمع المدني، وتفعيل دورها في التنمية والرقابة.
7- تصويب وترشيد دور الأجهزة الأمنية في حماية أمن المواطن والحفاظ على الممتلكات العامة، ووقف كل أشكال التنسيق الأمني مع الاحتلال.
8- حماية المقاومة، وتفعيل دورها في مقاومة الاحتلال، وإنجاز مهمة التحرير.
9- تفعيل مقاومة بناء جدار الفصل العنصري حتى إزالته، بكل السبل الممكنة بما فيها المؤسسات والمحاكم الدولية.
10- ضمان واحترام حقوق الأقليات في كافة المجالات على قاعدة المواطنة الكاملة.
11- الأموال العامة (بكافة أنواعها) حق لجميع الشعب الفلسطيني ويجب أن تستخدم في تمويل التنمية الفلسطينية الشاملة بصورة تحقق العدالة الجغرافية والعدالة الاجتماعية بعيدا عن سوء الاستغلال والهدر والغصب والفساد والاختلاس.
12- الأسرى والجرحى عنوان التضحية الفلسطينية ورعايتهم وإطلاق سراح الأسرى أولوية على الأجندة الوطنية.
13- الحفاظ على الوقف الفلسطيني الإسلامي والمسيحي وحمايته من الاعتداء والتلاعب، ورعايته وتطويره بما يتلاءم مع القيمة المعنوية والمادية لهذا الوقف الممتد في كل فلسطين.

### في العلاقات الخارجية
1. توطيد العلاقات مع العالم العربي والإسلامي في كافة المجالات، بوصفه العمق الاستراتيجي لفلسطين، والانفتاح على بقية دول العالم.
2. تفعيل دور الجماهير العربية والإسلامية في دعم مقاومة شعبنا للاحتلال ورفض التطبيع معه.
3. تشجيع أي مسعى للوحدة بين أي قطرين عربيين أو إسلاميين أو أكثر وصولا إلى الوحدة الشاملة.
4. رفض الدعوات العرقية والإقليمية والطائفية التي تستهدف تجزئة الأمة.
5. بناء علاقات سياسية متوازنة مع الأسرة الدولية، تحافظ على وحدة الأمة وتقدمها، وصون حقوقها وحماية قضيتها ورد العدوان عنها.
6. التأكيد على كافة المستويات الدولية وفي كافة المنتديات العالمية على عدم شرعية الاحتلال وكل ما نتج عنه.
7. دعوة كل الشعوب والقوى الخيرة في العالم إلى التحالف لإقامة سلام عالمي عادل يرتكز على التخلص من كل أنواع الاحتلال، وآثار الاستعمار ومنع التدخل الأجنبي في الشؤون الداخلية،
8. إعادة الاعتبار للحقوق الفلسطينية، في المحافل العربية والدولية، وخاصة حق التحرر من الاحتلال، وعودة اللاجئين، وإقامة الدولة الفلسطينية كاملة السيادة، واستصدار المواقف والقرارات الداعمة لها.

### في الإصلاح الإداري ومكافحة الفساد
1- محاربة الفساد بجميع أشكاله واعتباره سبباً رئيساً في إضعاف الجبهة الداخلية الفلسطينية وتقويض أسس الوحدة الوطنية.
2- تعزيز الشفافية والرقابة والمساءلة والمحاسبة في التعاطي مع الموازنة العامة في كافة مراحلها (التخطيط والإعداد والنقاش والإقرار والتنفيذ).
3- تحديث التشريعات والنظم الإدارية بشكل يكفل زيادة فاعلية أجهزة الإدارة لتساهم في تقديم الخدمات بيسر وسهولة في كافة المستويات
4- إعادة صياغة سياسة التوظيف العام بما يضمن تكافؤ الفرص لكافة أبناء الشعب الفلسطيني على قاعدة الكفاءة، والحيلولة دون استخدام المنصب للمصلحة الخاصة.
5- محاربة المحسوبيات والوساطات والفئوية في التعيينات والترقيات في كافة المؤسسات العامة.
6- إعادة هيكلية الوزارات والمؤسسات العامة بما يتناسب مع حجم القطاع العام.؟!
7- ضمان حق المواطن في تقديم الشكاوى إلى الجهات المعنية دون المساس الخاصة أو العامة
8- تبني سياسة واضحة تهتم بالعنصر البشري من خلال تنمية القوى البشرية العاملة، وتحقيق الأمن الوظيفي والاستقرار النفسي للعاملين.
9- تحديث تشريعات الإدارة المحلية لتحقيق مفهوم اللامركزية، والعمل على تفويض السلطة، والمشاركة في اتخاذ القرار.
10- تشكيل لجنة وطنية- برلمانية لمراقبة أموال الوقف الفلسطيني بشقيه الإسلامي والمسيحي لضمان سلامة التصرف فيه وتحقيق أهدافه.
11- مكافحة التسيب في الأداء الحكومي وإهدار المال العام، والعمل على تعزيز الشعور بالمسؤولية لدى جميع العاملين (كلكم راع وكلكم مسئول عن رعيته) (حديث شريف).

### في السياسة التشريعية وإصلاح القضاء
1- جعل الشريعة الإسلامية «المصدر الرئيس للتشريع» في فلسطين.
2- تأكيد الفصل بين السلطات الثلاث التشريعية والتنفيذية والقضائية.
3- تفعيل دور المحكمة الدستورية.
4- العمل على سن التشريعات التي تراعي خصوصية وقيم وتراث الشعب الفلسطيني.
5- تأسيس معهد قضائي للتدريب والتأهيل.
6- إجراء إصلاحات دستورية جذرية تكون مدخلا لإصلاحات وتنمية سياسية شاملة.
7- تعزيز مبدأ الشورى وترسيخه في مختلف المجالات والمواقع، وتحقيق المشاركة الفعالة.
8- العمل على وضع حد لتجاوز السلطة التنفيذية على الدستور بإصدارها قوانين مؤقتة أو تعديلات متكررة أو تأخير إنفاذ القوانين أو غير ذلك من تعديات.
9- إعادة هيكله ومهام الأجهزة الأمنية والقضاء على الممارسات الخاطئة والتعسفية وضمان حريات المواطنين، وحماية الممتلكات العامة.
10- إقرار مبدأ تداول السلطة عمليا، وإشراك كافة الطاقات البشرية الفلسطينية في برنامج التطوير الشامل.
11- العمل على إصدار قانون انتخابي جديد، يحقق العدالة ويضمن إفراز مجلس يمثل شعبنا في الضفة الغربية وقطاع غزة تمثيلا حقيقيا وأمينا.
12- الإصلاح الشامل للجهاز القضائي بحيث تتوفر له النزاهة والاستقلال والفاعلية والتطور.

### في الحريات العامة وحقوق الإنسان
1- تحقيق مبدأ تساوي المواطنين أمام القانون، وتساويهم في الحقوق والواجبات.
2- حماية وتوفير الأمن لكل مواطن، فلا يتعرض للاعتقال التعسفي أو التعذيب أو الانتقام.
3- حماية الحريات العامة للمواطنين، وضمان حق المواطن في التعبير.
4- تنفيذ مبدأ العدالة وتكافؤ الفرص لجميع المواطنين في التعيين والعمل والترقية.
5- وقف تدخلات الأجهزة الأمنية في منح رخص النشر، ومراكز البحوث، والمطبوعات، ومؤسسات قياس الرأي.
6- ترسيخ ثقافة الحوار، واحترام كل الآراء، بما لا يتناقض مع عقيدة الشعب وموروثة الحضاري، وبناء سياسة إعلامية قائمة على مبادئ حرية التفكير والتعبير والنزاهة، ومراعاة التنوع والتعدد وحق الاختيار.
7- التوسع في المؤسسات الحقوقية المتخصصة في المجالات المتعددة:( المرأة، الطفل، السجين....وغيرها).
8- رعاية المؤسسات الإعلامية وضمان حق الصحفيين في الحصول على المعلومة ونشرها.
9- صون الحريات النقابية، والمحافظة على استقلال النقابات، والابتعاد بها عن كل أشكال الهيمنة.
10- الاعتراف بالقوى السياسية وتشجيعها والاستفادة من دورها، ودعم مؤسسات المجتمع المدني المختلفة.

### في السياسة التربوية والتعليمية
لما كانت التربية هي أساس بناء الجيل القادر على رسم مستقبل الوطن وتحقيق حلم الحرية والتحرير والاستقلال، وكذا التعليم الذي يجب أن يواكب كل جديد، فإن تحقيق ذلك يتطلب:
1- تطبيق الأسس التي تستند إليها فلسفة التربية والتعليم في فلسطين وأولها أن الإسلام نظام فكري يحترم الإنسان، ويحفظ له حقوقه بالتوازي مع حقوق المجتمع
2- تطبيق قوانين التعليم الإلزامي، والتوسع في التعليم الثانوي بشقيه المهني والأكاديمي.
3- تطوير المناهج والكتب والوسائل المدرسية بما يتلاءم مع فلسفة التربية والتعليم وأهدافها في فلسطين ومقتضيات مواكبة العصر.
4- الاهتمام بالعلوم الإنسانية، والتركيز على اللغات وخاصة اللغة العربية في مختلف المراحل.
5- ترسيخ أخلاقيات مهنة التربية والتعليم، واحترام حقوق المعلمين، وتطوير قدراتهم.
6- إصدار التشريعات التي تصون العملية الأكاديمية والتعليمية في الجامعات ومؤسسات التعليم العالي من العبث والمزاجية والمحسوبية.
7- تشجيع المؤسسات التربوية للمبدعين والمتفوقين وأصحاب القدرات الخاصة.
8- تطوير مؤسسات التعليم العالي، ودعم مجالات البحث العلمي.
9- العمل على إلغاء استخدام المرافق المدرسية لأكثر من وردية.
10- العمل على تخفيض معدلات عدد الطلاب في الصف وعدد الطلاب للمدرس الواحد في كافة مراحل التدريس، خاصة للمرحلة الابتدائية.
11- العمل على تأمين المرافق الرياضية والثقافية والمختبرات في كافة مدارس الوطن.
12- العمل على تأمين مختبرات للحاسوب في كافة مدارس الوطن.
13- العمل على توفير التخصصات المختلفة في مختلف مناطق الوطن، من خلال استقطاب الكفاءات الفلسطينية المهاجرة وتدريب الكفاءات المقيمة في الوطن.
14- تشجيع السياحة الداخلية وجعلها من متطلبات العملية التعليمية وخاصة من خلال مناهج التربية الوطنية.

### في موضوع الوعظ والإرشاد
1- رفع كفاءة الوعاظ والمرشدين، ومساواتهم بنظرائهم في الوزارات الأخرى، من حيث الدرجات والترقيات والحقوق، وإيجاد الحوافز المجزية لهم، ووضع اللوائح والأنظمة التي تحقق العدالة.
2- وقف كافة أشكال التدخلات الأمنية في هذا الجهاز وتمكين العلماء العاملين من القيام بدورهم، ووقف سياسة الإقصاء
3- إعادة النظر بقانون الوعظ والإرشاد بما يتيح لأصحاب العلم والكفاءة الفرصة لتأدية واجباتهم الدينية والوطنية..

### في السياسة الاجتماعية
1- الأسرة الفلسطينية وتماسكها الأساس المتين الذي يحافظ على قيمنا الاجتماعية ومثلنا الأخلاقية.
2- التكافل الاجتماعي ضمانة لتحقيق الاستقرار السياسي والاقتصادي وتعزيز مقومات الصمود.
3- الخدمات الاجتماعية (التعليم والصحة والضمان الاجتماعي) والخدمات العامة الأخرى حق للجميع دون تمييز أو محسوبية أو فئوية.
4- فيما يخص :

#### قانون الأحوال الشخصية والمحاكم الشرعية
- هناك حاجة لسن قانون واحد مستنبط من النصوص الشرعية والمذاهب الفقهية المعتمدة واختيار ما يتناسب مع تطور المجتمع الفلسطيني المسلم.
- سن التشريعات الخاصة بالمحاكم الشرعية الفلسطينية على اختلاف درجاتها لتطبيقها بشكل موحد في محاكم (القدس والضفة الغربية وغزة). بما في ذلك قانون الوقف وقانون الإرث وقانون الطوائف غير المسلمة.
- العمل على تمثيل المحاكم الشرعية في المحكمة الدستورية الفلسطينية بنسبة معقولة.

5- الحفاظ على النسيج الاجتماعي للشعب الفلسطيني والأخلاقيات العامة، وضمان عدم انتهاك الثوابت الاجتماعية والحيلولة دون أي إجراءات أو تشريعات تمس بها
6- دعم المؤسسات الاجتماعية التي ترعى الفئات (كالمرأة والطفل واليتيم والفقراء وذوي الاحتياجات الخاصة).
7- إنشاء وتطوير المراكز والمؤسسات التعليمية والتدريبية والتأهيلية التي تعنى بالأسرى والمحررين وتعمل على دمجهم في المجتمع وإسهامهم في تنمية الوطن.
8- لرعاية الشاملة التعليمية والصحية لأسر الشهداء والمعتقلين والشرائح الضعيفة في المجتمع.
9- تفعيل وتنظيم وتطوير لجان الزكاة.
10- حماية الطفولة ورعايتها وحقها في التنشئة والتغذية والتربية النفسية والجسمية والتوجيه والتعليم
11- محاربة الفقر من خلال العمل على إقامة العدل وتوزيع الثروة،، وتشجيع الجمعيات الخيرية، ورفع القيود عنها، وإفساح المجال لها للمساهمة في بناء المجتمع وتخفيف وطأة الفقر.
12- محاربة المخدرات والمسكرات والفساد بكل أشكاله بالثقافة والتوعية والتربية وتفعيل القانون.
13- تشجيع المشاريع التنموية واستثمار خبرات المجتمع ومراعاة احتياجاته.
14- دعم مؤسسات العناية بالمعاقين وذوي الاحتياجات الخاصة وتطوير برامج اندماجهم في المجتمع.
15- تطوير أنظمة التأمينات الاجتماعية بما يضمن القضاء على الفقر والمحافظة على الوئام الاجتماعي السائد في المجتمع الفلسطيني.

### في قضايا المرأة والطفل والأسرة
1- المرأة الفلسطينية شريك في الجهاد والمقاومة وشريك في البناء والتنمية، ومكفولة حقوقها المدنية والشرعية مكفولة.
2- ضمان حقوق المرأة، واستكمال الإطار التشريعي المعزز لحقوقها، والعمل على تمكينها من المساهمة في التنمية الاجتماعية والاقتصادية والسياسية.
3- تحصين المرأة بالتربية الإسلامية، وتوعيتها بحقوقها الشرعية، وتأكيد شخصيتها القائمة على العفة والاحتشام والالتزام،

## تاريخ
في نهاية شهر شباط / فبراير 2017. انتخبت كتلة التغيير والإصلاح في المجلس التشريعي الفلسطيني خلال اجتماعها بمدينة غزة، هيئة جديدة لقيادتها في المرحلة المقبلة برئاسة الدكتور محمود الزهار.

## روابط خارجية
- الموقع الرسمي
- كتلة التغيير والإصلاح  على فيسبوك.